# قازات‌کوم
قازات‌کوم (به قزاقی: Kazatkom) یک منطقهٔ مسکونی در قزاقستان است که در شهرستان انبکچی‌قزاق واقع شده‌است. قازات‌کوم ۶۳۴ نفر جمعیت دارد.